# Adriana Valkenburg
Adriana 'Jeanne' Valkenburg (Schiedam, 10 juni 1894 - Bergen op Zoom, 19 februari 1968) was in de Tweede Wereldoorlog een Nederlandse collaborateur die voor de oorlog als prostituee en hoerenmadam werkte.

## Biografie
Valkenburg werd op 10 juni 1894 in Schiedam geboren als vierde van veertien kinderen van Jacob Valkenburg en Adriana Cornelia de Ligt. Ze had een moeilijke jeugd. Haar strenggelovige vader was gewelddadig, terwijl haar moeder de opvoeding voor de kinderen verwaarloosde. Zij kwam in 1911 voor het eerst met politie in aanraking toen zij een gouden ring had gestolen.
In 1916 trouwde zij met de Joodse zakenman Jacob (Jack) Stibbe. Stibbe verdween echter na korte tijd spoorloos. Pas twaalf jaar later werd de echtscheiding officieel.
In 1920 verhuisde zij naar Amsterdam, waar zij zich vestigde als prostituee en hoerenmadam. In de jaren 20 en 30 groeide zij uit tot een bekende speler in de Amsterdamse onderwereld. In die tijd kreeg zij de bijnaam 'Jeanne de Leugenaarster', omdat zij als onbetrouwbaar te boek stond. Ze werd geregeld opgepakt voor prostitutie, dronkenschap, vechtpartijen en andere delicten.
In 1931 kreeg zij een relatie met de Joodse zakenman Jacob Acohen. Eerst was hij klant bij haar, later kregen zij een liefdesrelatie. 

### In de oorlog
Kort nadat Valkenburg en Acohen op 17 maart 1942 in ondertrouw gingen, werd Acohen door de SD opgepakt. Hij stierf op 29 juni 1942 in concentratiekamp Mauthausen.
In de oorlog was Valkenburg een opportunist. In 1942 hielp zij Joden tegen een financiële vergoeding aan een onderduikadres in haar eigen huis op de Van Ostadestraat. Toen zij in 1943 hiervoor werd gearresteerd, ging zij werken als V-Frau voor de bezetters. Om vervolging te ontlopen, moest zij zelf Joden aanbrengen bij het beruchte Bureau Joodsche Zaken. Naar verluidt heeft zij op deze manier enkele tientallen mensen verraden.
Valkenburg verhuisde in 1943 naar de Zuider Amstellaan 120 (tegenwoordig: Rooseveltlaan). Dat was omdat een collega-collaborateur was geliquideerd door het verzet. Bij haar verhuizing leerde ze de klusjesman Joop Bom kennen, met wie zij een relatie kreeg en later ook trouwde. Met hem werkte ze samen in het verraden van Joden.
Na Dolle Dinsdag vluchtte Valkenburg met haar partner naar Bergen op Zoom, waar haar zus woonde. Het stel werd daar - op aangeven van haar zus - op 31 maart 1945 opgepakt en afgevoerd naar interneringskamp Meilust.

### Na de oorlog
Na de oorlog werd zij na een lang proces tot de doodstraf veroordeeld. Valkenburg kreeg echter gratie en de straf werd omgezet in een levenslange gevangenisstraf. In 1960 kwam zij vervroegd vrij en woonde tot haar dood op verschillende adressen in Amsterdam en in Putte.
In de jaren 60 belandde Valkenburg wegens ernstig overgewicht in een rolstoel. Uiteindelijk werd ze opgenomen in het Algemeen Burger Gasthuis in Bergen op Zoom, waar zij op 19 februari 1968 overleed.